# Danh sách nhà máy điện Mặt Trời ở Việt Nam
Đây là danh sách các nhà máy điện Mặt Trời ở Việt Nam theo các nguồn báo chí. Để thuận lợi cho việc theo dõi danh sách này, xếp "tỉnh" thành cột riêng. Chữ viết tắt: GĐ: Giai đoạn, PLM(MW): Công suất lắp máy tính theo mega watt, do còn thiếu thông tin nên hấu hết số nêu ra là công suất đỉnh MWp.
| Tên nhà máy                | Công suất PLM (MW) | Sản lượng (triệu KWh /năm) | Khởi công | Hoạt động | Tọa độ                                               | Vị trí xã huyện                                             | Tỉnh             |
| -------------------------- | ------------------ | -------------------------- | --------- | --------- | ---------------------------------------------------- | ----------------------------------------------------------- | ---------------- |
| Yên Định                   | 30                 |                            | 10/2017   | 12/2018   | 20°00′09″B 105°37′04″Đ / 20,00246°B 105,6179°Đ       | xã Yên Thái huyện Yên Định                                  | Thanh Hóa        |
| Cẩm Hòa                    | 50                 |                            | 1/2019    | 6/2019    | 18°19′39″B 106°00′58″Đ / 18,32755°B 106,01623°Đ      | xã Cẩm Hòa huyện Cẩm Xuyên                                  | Hà Tĩnh          |
| Cẩm Hưng                   | 29                 |                            | 2018      | 2020      | 18°12′44″B 105°59′46″Đ / 18,21209°B 105,99599°Đ      | xã Cẩm Hưng & Cẩm Quan huyện Cẩm Xuyên                      | Hà Tĩnh          |
| Sơn Quang                  | 29                 |                            | 2018      | 2020      | 18°30′41″B 105°23′36″Đ / 18,5113°B 105,3933°Đ        | xã Sơn Quang huyện Hương Sơn                                | Hà Tĩnh          |
| Dohwa Lệ Thủy              | 47.6               | 65,81                      | 6/2020    | 12/2020   | 17°14′06″B 106°52′00″Đ / 17,23507°B 106,86676°Đ      | xã Ngư Thủy Bắc và Hưng Thủy, huyện Lệ Thủy                 | Quảng Bình       |
| Gio Thành 1&2              | 100                | 127,2                      | 2019      | 12/2019   | 16°55′31″B 107°08′22″Đ / 16,92514°B 107,13958°Đ      | xã Gio Thành và Gio Hải huyện Gio Linh                      | Quảng Trị        |
| LIG Quảng Trị              | 49.5               | 67,6                       | 2018      | 6/2019    | 16°55′03″B 107°09′08″Đ / 16,91742°B 107,1523°Đ       | xã Gio Hải và Gio Thành huyện Gio Linh                      | Quảng Trị        |
| Phong Điền 2               | 50                 | 96                         | 11/2019   | 12/2020   | 16°36′43″B 107°23′59″Đ / 16,61182°B 107,39972°Đ      | xã Phong Chương, huyện Phong Điền                           | Thừa Thiên Huế   |
| TTC Phong Điền             | 35                 | 61,6                       | 2/2018    | 10/2018   | 16°41′59″B 107°25′30″Đ / 16,69974°B 107,4251°Đ       | xã Điền Lộc huyện Phong Điền                                | Thừa Thiên - Huế |
| Bình Nguyên                | 50                 | 73,7                       | 2018      | 6/2019    | 15°20′00″B 108°42′33″Đ / 15,33327°B 108,70907°Đ      | xã Bình Nguyên huyện Bình Sơn                               | Quảng Ngãi       |
| Mộ Đức                     | 19.2               | 35                         | 2018      | 4/2019    | 14°57′52″B 108°55′42″Đ / 14,96457°B 108,92823°Đ      | xã Đức Minh huyện Mộ Đức                                    | Quảng Ngãi       |
| Cát Hiệp                   | 49.5               | 75                         | 3/2018    | 5/2019    | 14°01′09″B 109°00′59″Đ / 14,01913°B 109,01638°Đ      | xã Cát Hiệp huyện Phù Cát                                   | Bình Định        |
| Đầm Trà Ổ                  | 50                 | 78                         | 1/2019    | 12/2020   | 14°17′40″B 109°07′22″Đ / 14,29444°B 109,1227°Đ       | xã Mỹ Lợi, huyện Phù Mỹ                                     | Bình Định        |
| Sê San 4                   | 49                 | 72,4                       | 12/2019   | 11/2020   | 13°58′20″B 107°29′17″Đ / 13,97227°B 107,48801°Đ      | xã Ia Tơi, huyện Ia H'Drai                                  | Kon Tum          |
| Fujiwara Bình Định         | 50                 |                            | 6/2018    | 2/2019    | 13°46′53″B 109°15′48″Đ / 13,78141°B 109,26321°Đ      | Khu kinh tế Nhơn Hội thành phố Quy Nhơn                     | Bình Định        |
| Mỹ Hiệp                    | 50                 | 82                         |           | 12/2020   | 14°07′11″B 109°00′44″Đ / 14,11963°B 109,01234°Đ      | xã Mỹ Hiệp, huyện Phù Mỹ                                    | Bình Định        |
| Phù Mỹ                     | 216                |                            | 5/2020    | 12/2020   | 14°18′13″B 109°09′32″Đ / 14,30351°B 109,15901°Đ      | xã Mỹ An và Mỹ Thắng, huyện Phù Mỹ                          | Bình Định        |
| Krông Pa 2                 | 49                 | 103                        | 2018      | 12/2018   | 13°14′05″B 108°39′00″Đ / 13,23471°B 108,64995°Đ      | xã Chư Gu huyện Krông Pa                                    | Gia Lai          |
| LIG Chư Ngọc               | 15                 |                            | 2/2019    | 5/2019    | 13°14′42″B 108°38′16″Đ / 13,24507°B 108,63769°Đ      | xã Chư Ngọc huyện Krông Pa                                  | Gia Lai          |
| TTC Krông Pa               | 49                 | 103                        | 8/2018    | 12/2018   | 13°13′36″B 108°39′19″Đ / 13,2266°B 108,65539°Đ       | xã Chư Gu huyện Krông Pa                                    | Gia Lai          |
| Europlast Phú Yên          | 44.7               |                            | 2018      | 6/2019    | 12°58′02″B 109°05′47″Đ / 12,96734°B 109,09641°Đ      | xã Sơn Thành Đông, huyện Tây Hòa                            | Phú Yên          |
| Hòa Hội                    | 214                | 334                        | 2018      | 6/2019    | 13°05′15″B 109°08′17″Đ / 13,08753°B 109,13818°Đ      | xã Hòa Hội huyện Phú Hòa                                    | Phú Yên          |
| Thành Long Phú Yên         | 50                 |                            |           | 12/2020   | 13°00′12″B 109°05′28″Đ / 13,00324°B 109,09102°Đ      | xã Sơn Thành Đông, huyện Tây Hòa                            | Phú Yên          |
| Thịnh Long AAA Phú Yên     | 50                 |                            | 2018      | 9/2019    | 12°58′08″B 109°05′41″Đ / 12,96901°B 109,0947°Đ       | xã Sơn Thành Đông huyện Tây Hòa                             | Phú Yên          |
| Xuân Thọ 1                 | 45.9               | 76                         | 2019      | 6/2019    | 13°24′50″B 109°09′45″Đ / 13,41384°B 109,16247°Đ      | xã Xuân Thọ 1 thị xã Sông Cầu                               | Phú Yên          |
| Xuân Thọ 2                 | 45.9               | 76                         | 2019      | 6/2019    | 13°22′37″B 109°10′39″Đ / 13,37685°B 109,17754°Đ      | xã Xuân Thọ 2 thị xã Sông Cầu                               | Phú Yên          |
| BMT Đắk Lắk                | 30                 | 44                         | 8/2018    | 4/2019    | 12°46′42″B 108°22′07″Đ / 12,77847°B 108,36862°Đ      | xã Ea Phê và Krông Búk huyện Krông Pắc                      | Đăk Lăk          |
| Buôn Mê Thuột              | 30                 |                            | 2018      | 5/2019    |                                                      |                                                             | Đăk Lăk          |
| Ia Lốp 1                   | 50                 |                            | 2018      | 2019      | 13°21′09″B 107°41′42″Đ / 13,35244°B 107,69502°Đ      | xã Ia Lốp huyện Ea Súp                                      | Đăk Lăk          |
| Jang Pong GĐ1              | 8.6                | 17,5                       | 9/2018    | 5/2019    | 12°54′14″B 107°49′27″Đ / 12,90392°B 107,82408°Đ      | xã Ea Huar, huyện Buôn Đôn                                  | Đăk Lăk          |
| Long Thành                 | 10                 | 20                         | 2018      | 5/2019    | 13°02′38″B 107°52′38″Đ / 13,04384°B 107,87716°Đ      | xã Cư M'Lan huyện Ea Súp                                    | Đăk Lăk          |
| Long Thành 1               | 50                 |                            | 9/2018    | 6/2019    | 13°18′33″B 107°39′54″Đ / 13,30915°B 107,66489°Đ      | xã Ia Lốp huyện Ea Súp                                      | Đăk Lăk          |
| Quang Minh                 | 50                 |                            | 10/2018   | 3/2019    |                                                      | huyện Buôn Đôn                                              | Đăk Lăk          |
| Srêpôk 1                   | 100                |                            | 7/2018    | 3/2019    | 12°51′08″B 107°52′55″Đ / 12,85209°B 107,88208°Đ      | xã Ea Wer huyện Buôn Đôn                                    | Đăk Lăk          |
| Xuân Thiện Ea Súp          | 831                | 1500                       | 4/2020    | 11/2020   | 13°18′35″B 107°40′14″Đ / 13,3097°B 107,67045°Đ       | xã Ia Lốp huyện Ea Súp                                      | Đăk Lăk          |
| AMI Khánh Hòa              | 47.5               | 74                         | 10/2018   | 5/2019    | 12°00′37″B 109°07′53″Đ / 12,01029°B 109,13137°Đ      | xã Cam An Nam huyện Cam Lâm                                 | Khánh Hòa        |
| Cam Lâm                    | 100                | 158                        | 7/2018    | 7/2019    | 12°00′50″B 109°05′47″Đ / 12,01391°B 109,09633°Đ      | xã Cam An Bắc huyện Cam Lâm                                 | Khánh Hòa        |
| KN Vạn Ninh                | 86.7               | 162                        | 6/2020    | 12/2020   | 12°35′28″B 109°10′27″Đ / 12,59114°B 109,17426°Đ      | xã Vạn Hưng, huyện Vạn Ninh                                 | Khánh Hòa        |
| Cam Lâm VN                 | 45                 | 79                         | 4/2018    | 7/2019    |                                                      | xã Cam An Bắc huyện Cam Lâm                                 | Khánh Hòa        |
| Điện lực Miền Trung        | 8.5                |                            | 1/2019    | 6/2019    | 12°00′34″B 109°05′13″Đ / 12,00942°B 109,08696°Đ      | xã Cam An Bắc, huyện Cam Lâm                                | Khánh Hòa        |
| KN Cam Lâm                 | 45                 | 79                         | 4/2018    | 7/2019    | 11°59′34″B 109°04′58″Đ / 11,9928°B 109,0828°Đ        | xã Cam An Bắc huyện Cam Lâm                                 | Khánh Hòa        |
| Long Sơn                   | 170                |                            | 2019      | 12/2019   | 12°36′57″B 109°06′15″Đ / 12,61588°B 109,10429°Đ      | xã Ninh Sơn thị xã Ninh Hòa                                 | Khánh Hòa        |
| Sông Giang                 | 50                 | 80                         | 6/2018    | 5/2019    | 11°52′46″B 109°04′39″Đ / 11,8794°B 109,0775°Đ        | xã Cam Thịnh Đông và Cam Thịnh Tây, Tp.Cam Ranh             | Khánh Hòa        |
| Trung Sơn                  | 35                 |                            | 7/2020    | 12/2020   | 12°00′38″B 109°06′17″Đ / 12,0106°B 109,10473°Đ       | xã Cam An Bắc huyện Cam Lâm                                 | Khánh Hòa        |
| Tuấn Ân                    | 9.6                |                            | 2/2019    | 12/2020   | 11°52′45″B 109°05′11″Đ / 11,87907°B 109,08648°Đ      | xã Vạn Hưng, huyện Vạn Ninh                                 | Khánh Hòa        |
| Cư Jút                     | 50                 | 94,7                       | 9/2017    | 4/2019    | 12°35′48″B 107°52′22″Đ / 12,59676°B 107,87268°Đ      | thị trấn Ea T'Ling huyện Cư Jút                             | Đăk Nông         |
| Trúc Sơn                   | 36.5               | 80                         | 2/2019    | 6/2019    | 12°34′30″B 107°51′38″Đ / 12,57496°B 107,86053°Đ      | xã Trúc Sơn huyện Cư Jút                                    | Đăk Nông         |
| Bàu Ngứ                    | 50                 | 100                        | 1/2017    | 7/2019    | 11°28′13″B 108°57′48″Đ / 11,47036°B 108,96323°Đ      | xã Phước Dinh huyện Thuận Nam                               | Ninh Thuận       |
| Bàu Zôn                    | 25                 |                            | 2019      | 2020      | 11°31′34″B 108°52′06″Đ / 11,52625°B 108,86833°Đ      | xã Phước Hữu huyện Ninh Phước                               | Ninh Thuận       |
| BIM 1,2,3 Ninh Thuận       | 330                | 545                        | 1/2018    | 4/2019    | 11°24′36″B 108°52′36″Đ / 11,41005°B 108,87676°Đ      | xã Phước Minh huyện Thuận Nam                               | Ninh Thuận       |
| BP Solar 1                 | 45                 | 74                         | 6/2018    | 1/2019    | 11°32′27″B 108°52′23″Đ / 11,54074°B 108,87294°Đ      | xã Phước Hữu huyện Ninh Phước                               | Ninh Thuận       |
| CMX Renewable Việt Nam     | 168                |                            | 7/2018    | 6/2019    | 11°42′00″B 108°49′48″Đ / 11,69987°B 108,82987°Đ      | xã Mỹ Sơn huyện Ninh Sơn                                    | Ninh Thuận       |
| Gelex Ninh Thuận           | 50                 | 82                         | 9/2018    | 6/2019    | 11°26′23″B 108°59′45″Đ / 11,4396°B 108,99585°Đ       | xã Phước Dinh huyện Thuận Nam                               | Ninh Thuận       |
| Hà Đô Ninh Phước           | 40                 |                            | 6/2020    | 9/2020    | 11°35′20″B 108°51′48″Đ / 11,58882°B 108,86324°Đ      | xã Phước Thái, huyện Ninh Phước                             | Ninh Thuận       |
| Hacom Solar                | 50                 | 75                         | 4/2019    | 10/2019   | 11°24′16″B 108°51′16″Đ / 11,40455358°B 108,8543459°Đ | xã Phước Minh, huyện Thuận Nam                              | Ninh Thuận       |
| Mỹ Sơn 1                   | 50                 |                            | 2018      | 12/2018   | 11°42′10″B 108°53′05″Đ / 11,70285°B 108,8848°Đ       | xã Mỹ Sơn huyện Ninh Sơn                                    | Ninh Thuận       |
| Mỹ Sơn 2                   | 50                 |                            | 2019      | 12/2019   | 11°41′09″B 108°48′15″Đ / 11,68574°B 108,80409°Đ      | xã Mỹ Sơn huyện Ninh Sơn                                    | Ninh Thuận       |
| Mỹ Sơn Hoàn Lộc Việt       | 50                 |                            | 2018      | 12/2018   | 11°40′17″B 108°48′39″Đ / 11,67143°B 108,8109°Đ       | xã Mỹ Sơn huyện Ninh Sơn                                    | Ninh Thuận       |
| Nhị Hà - Bitexco           | 50                 | 80                         | 2018      | 9/2019    | 11°24′40″B 108°48′43″Đ / 11,4111°B 108,81186°Đ       | xã Nhị Hà huyện Thuận Nam                                   | Ninh Thuận       |
| Nhị Hà - Thuận Nam 13      | 50                 | 80                         | 5/2018    | 7/2019    | 11°27′37″B 108°49′51″Đ / 11,46036°B 108,83093°Đ      | xã Nhị Hà huyện Thuận Nam                                   | Ninh Thuận       |
| Ninh Phước 6.1             | 58.3               |                            | 2018      | 6/2019    | 11°31′42″B 108°52′23″Đ / 11,52843°B 108,87315°Đ      | xã Phước Hữu huyện Ninh Phước                               | Ninh Thuận       |
| Ninh Phước 6.2             | 50                 |                            | 2018      | 2019      | 11°31′59″B 108°52′18″Đ / 11,53302°B 108,87169°Đ      | xã Phước Hữu huyện Ninh Phước                               | Ninh Thuận       |
| Phước Hữu - Điện lực 1     | 30                 |                            | 7/2018    | 7/2019    | 11°30′26″B 108°52′24″Đ / 11,5073°B 108,87328°Đ       | xã Phước Hữu huyện Ninh Phước                               | Ninh Thuận       |
| Phước Hữu - Vịnh Nha Trang | 50                 |                            | 4/2018    | 6/2019    | 11°30′54″B 108°51′22″Đ / 11,51507°B 108,85617°Đ      | xã Phước Hữu huyện Ninh Phước                               | Ninh Thuận       |
| Phước Minh                 | 49.8               |                            | 2018      | 5/2020    | 11°26′18″B 108°53′06″Đ / 11,43833°B 108,88501°Đ      | xã Phước Minh huyện Thuận Nam                               | Ninh Thuận       |
| Phước Ninh                 | 45                 | 75                         | 1/2020    | 6/2020    | 11°26′36″B 108°53′15″Đ / 11,44321°B 108,88762°Đ      | xã Phước Ninh huyện Thuận Nam                               | Ninh Thuận       |
| Phước Thái 1               | 50                 | 81                         | 9/2019    | 7/2020    | 11°35′12″B 108°52′26″Đ / 11,58673°B 108,87389°Đ      | xã Phước Thái huyện Ninh Phước                              | Ninh Thuận       |
| Phước Thái 2,3             | 150                |                            | 2020      | 12/2021   |                                                      | xã Phước Thái huyện Ninh Phước                              | Ninh Thuận       |
| Sinenergy Ninh Thuận 1     | 50                 | 78,25                      | 12/2018   | 10/2019   | 11°32′49″B 108°52′06″Đ / 11,54703957°B 108,8682682°Đ | xã Phước Hữu, huyện Ninh Phước                              | Ninh Thuận       |
| Solar farm Nhơn Hải        | 35                 | 59                         | 7/2019    | 6/2020    | 11°36′20″B 109°05′45″Đ / 11,60552715°B 109,0957094°Đ | xã Nhơn Hải, huyện Ninh Hải                                 | Ninh Thuận       |
| SP-Infra 1                 | 50                 |                            | 4/2018    | 6/2019    | 11°35′35″B 108°51′55″Đ / 11,59308°B 108,86533°Đ      | xã Phước Vinh huyện Ninh Phước                              | Ninh Thuận       |
| Thiên Tân 1.2              | 100                |                            | 9/2019    | 1/2021    | 11°26′49″B 108°46′44″Đ / 11,44697°B 108,77879°Đ      | xã Phước Hà huyện Thuận Nam                                 | Ninh Thuận       |
| Thiên Tân 1.3              | 50                 |                            | 9/2019    | 1/2021    | 11°37′32″B 108°49′32″Đ / 11,62562°B 108,82557°Đ      | xã Phước Vinh, huyện Ninh Phước                             | Ninh Thuận       |
| Thiên Tân Solar Ninh Thuận | 50                 |                            | 7/2019    | 3/2020    | 11°41′00″B 108°57′43″Đ / 11,68329°B 108,96191°Đ      | xã Phước Trung, huyện Bác Ái                                | Ninh Thuận       |
| Thuận Nam 19               | 49                 |                            | 4/2018    | 5/2019    | 11°26′26″B 108°54′48″Đ / 11,44067°B 108,91343°Đ      | xã Phước Minh huyện Thuận Nam                               | Ninh Thuận       |
| Thuận Nam Đức Long         | 50                 |                            | 9/2019    | 12/2019   | 11°24′56″B 108°51′18″Đ / 11,41566°B 108,85488°Đ      | xã Phước Minh huyện Thuận Nam                               | Ninh Thuận       |
| Trung Nam NT               | 204                | 450                        | 7/2018    | 4/2019    | 11°41′18″B 109°01′48″Đ / 11,68821°B 109,0299°Đ       | xã Bắc Phong và Lợi Hải huyện Thuận Bắc                     | Ninh Thuận       |
| Trung Nam Thuận Nam        | 450                |                            | 6/2020    | 10/2020   | 11°26′07″B 108°51′26″Đ / 11,43528°B 108,85736°Đ      | xã Phước Minh, huyện Thuận Nam                              | Ninh Thuận       |
| Xuân Thành                 | 30                 |                            | 2019      | 2020      | 11°27′36″B 108°47′56″Đ / 11,45987°B 108,7989°Đ       | xã Phước Hà huyện Ninh Phước                                | Ninh Thuận       |
| Xuân Thiện Thuận Bắc       | 256                | 500                        | 2019      | 2/2020    | 11°41′10″B 109°00′15″Đ / 11,68618°B 109,00417°Đ      | xã Bắc Phong, huyện Thuận Bắc                               | Ninh Thuận       |
| Bình An                    | 50                 |                            | 7/2018    | 6/2019    | 11°18′50″B 108°25′37″Đ / 11,31379°B 108,42702°Đ      | xã Bình An huyện Bắc Bình                                   | Bình Thuận       |
| Đa Mi                      | 47.5               | 70                         | 10/2017   | 6/2019    | 11°15′14″B 107°50′44″Đ / 11,25392°B 107,84557°Đ      | hồ thủy điện Đa Mi, tại xã Đa Mi, La Dạ huyện Hàm Thuận Bắc | Bình Thuận       |
| Eco Seido Tuy Phong        | 40                 |                            | 2/2018    | 6/2019    | 11°13′53″B 108°40′42″Đ / 11,23138°B 108,67843°Đ      | xã Phong Phú, huyện Tuy Phong                               | Bình Thuận       |
| Hàm Kiệm                   | 49                 |                            | 6/2018    | 2019      | 10°54′21″B 108°00′38″Đ / 10,90584°B 108,01045°Đ      | xã Hàm Kiệm huyện Hàm Thuận Nam                             | Bình Thuận       |
| Hòa Thắng 3                | 100                |                            |           |           |                                                      | xã Hòa Thắng huyện Bắc Bình                                 | Bình Thuận       |
| Hồng Liêm 3                | 50                 |                            | 2019      | 1/2021    | 11°09′32″B 108°17′01″Đ / 11,15893°B 108,28356°Đ      | xã Hồng Liêm huyện Hàm Thuận Bắc                            | Bình Thuận       |
| Hồng Phong 1A              | 150                | 284,43                     | 6/2018    | 7/2019    | 11°03′54″B 108°16′57″Đ / 11,06509°B 108,2825°Đ       | xã Hồng Phong huyện Bắc Bình                                | Bình Thuận       |
| Hồng Phong 1B              | 100                | 194,6                      | 6/2018    | 7/2019    | 11°04′44″B 108°16′19″Đ / 11,0789°B 108,27197°Đ       | xã Hồng Phong huyện Bắc Bình                                | Bình Thuận       |
| Hồng Phong 4               | 48                 | 92                         | 7/2018    | 6/2019    | 11°02′21″B 108°18′13″Đ / 11,03911°B 108,30364°Đ      | xã Hồng Phong huyện Bắc Bình                                | Bình Thuận       |
| Mũi Né                     | 40                 | 68                         | 6/2018    | 6/2019    | 10°59′20″B 108°19′02″Đ / 10,98902°B 108,31724°Đ      | phường Mũi Né thành phố Phan Thiết                          | Bình Thuận       |
| Phan Lâm 1                 | 36.72              |                            | 2019      | 6/2019    | 11°19′53″B 108°21′51″Đ / 11,33152°B 108,3643°Đ       | xã Phan Lâm huyện Bắc Bình                                  | Bình Thuận       |
| Phan Lâm 2                 | 49                 |                            | 2/2018    | 6/2019    | 11°19′37″B 108°20′57″Đ / 11,32681°B 108,3491°Đ       | xã Phan Lâm huyện Bắc Bình                                  | Bình Thuận       |
| Phong Phú                  | 42                 | 67                         | 8/2018    | 4/2019    | 11°13′38″B 108°38′07″Đ / 11,22711°B 108,63538°Đ      | xã Phong Phú, huyện Tuy Phong                               | Bình Thuận       |
| Sơn Mỹ 3.1                 | 50                 |                            | 4/2018    | 6/2019    | 10°39′32″B 107°40′13″Đ / 10,65878°B 107,67029°Đ      | xã Sơn Mỹ huyện Hàm Tân                                     | Bình Thuận       |
| Sông Bình 1                | 50                 |                            | 9/2018    | 2019      | 11°14′22″B 108°19′59″Đ / 11,23939°B 108,33297°Đ      | xã Sông Bình huyện Bắc Bình                                 | Bình Thuận       |
| Sông Bình 2,3              | 150                |                            | 9/2018    |           |                                                      | xã Sông Bình huyện Bắc Bình                                 | Bình Thuận       |
| Sông Lũy 1                 | 39                 | 80                         | 6/2018    | 5/2019    | 11°12′03″B 108°19′28″Đ / 11,20077°B 108,32453°Đ      | xã Sông Lũy huyện Bắc Bình                                  | Bình Thuận       |
| Thuận Minh 2               | 50                 |                            | 7/2018    | 9/2019    | 11°06′48″B 108°03′06″Đ / 11,11333°B 108,05175°Đ      | xã Thuận Minh huyện Hàm Thuận Bắc                           | Bình Thuận       |
| TTC Hàm Phú 2              | 49                 |                            | 7/2018    | 5/2019    | 11°09′20″B 108°04′23″Đ / 11,15545°B 108,07317°Đ      | xã Hàm Phú, huyện Hàm Thuận Bắc                             | Bình Thuận       |
| Tuy Phong                  | 30                 | 63                         | 8/2018    | 6/2019    | 11°17′04″B 108°45′21″Đ / 11,28441°B 108,75577°Đ      | xã Vĩnh Hảo huyện Tuy Phong                                 | Bình Thuận       |
| Vĩnh Hảo                   | 30                 |                            | 8/2017    | 6/2019    | 11°16′50″B 108°43′59″Đ / 11,2806°B 108,73295°Đ       | xã Vĩnh Hảo huyện Tuy Phong                                 | Bình Thuận       |
| Vĩnh Hảo 4                 | 39                 |                            | 2018      | 6/2019    | 11°17′55″B 108°44′01″Đ / 11,29866°B 108,7336°Đ       | xã Vĩnh Hảo huyện Tuy Phong                                 | Bình Thuận       |
| Vĩnh Hảo 6                 | 50                 | 83                         | 10/2018   | 6/2019    | 11°18′23″B 108°45′07″Đ / 11,30651°B 108,75197°Đ      | xã Vĩnh Hảo huyện Tuy Phong                                 | Bình Thuận       |
| Vĩnh Tân 1,2               | 49                 | 79                         | 12/2019   | 6/2019    | 11°19′09″B 108°47′55″Đ / 11,31928°B 108,79848°Đ      | xã Vĩnh Tân huyện Tuy Phong                                 | Bình Thuận       |
| VSP Bình Thuận 2           | 30                 | 63                         | 4/2018    | 6/2019    | 11°17′39″B 108°43′12″Đ / 11,29411°B 108,71996°Đ      | xã Vĩnh Hảo huyện Tuy Phong                                 | Bình Thuận       |
| Lộc Ninh 1,2,3             | 550                | 881,67                     |           | 12/2020   | 11°56′48″B 106°28′16″Đ / 11,94679°B 106,47106°Đ      | xã Lộc Tân, huyện Lộc Ninh                                  | Bình Phước       |
| Lộc Ninh 4                 | 162                |                            |           | 12/2020   |                                                      | xã Lộc Tân, huyện Lộc Ninh                                  | Bình Phước       |
| Lộc Ninh 5                 | 40                 |                            |           | 12/2020   |                                                      | xã Lộc Tân, huyện Lộc Ninh                                  | Bình Phước       |
| Thác Mơ                    | 50                 | 78                         | 7/2020    | 12/2020   | 11°51′23″B 108°00′57″Đ / 11,85648°B 108,01583°Đ      | P. Thác Mơ Tx. Phước Long và xã Đức Hạnh huyện Bù Gia Mập   | Bình Phước       |
| Bách Khoa Á Châu 1         | 30                 |                            | 2018      | 7/2019    | 11°31′16″B 106°13′05″Đ / 11,52107°B 106,21802°Đ      | xã Suối Dây huyện Tân Châu                                  | Tây Ninh         |
| Dầu Tiếng 1, 2             | 420                | 688                        | 2018      | 6/2019    | 11°27′50″B 106°13′00″Đ / 11,46383°B 106,21671°Đ      | hồ Dầu Tiếng ở các huyện Tân Châu và Dương Minh Châu        | Tây Ninh         |
| Dầu Tiếng 3                | 150                | 110                        | 2019      | 11/2020   | 11°28′41″B 106°12′06″Đ / 11,47792°B 106,20168°Đ      | xã Tân Phú, huyện Tân Châu                                  | Tây Ninh         |
| HCG&HTG                    | 100                |                            | 2018      | 6/2019    | 11°06′07″B 106°09′45″Đ / 11,10181°B 106,16262°Đ      | xã Tiên Thuận và Lợi Thuận huyện Bến Cầu                    | Tây Ninh         |
| Hoàng Thái Gia             | 50                 | 110                        | 2018      | 12/2018   | 11°05′55″B 106°11′46″Đ / 11,09869°B 106,19609°Đ      | xã Lợi Thuận, huyện Bến Cầu                                 | Tây Ninh         |
| Tân Châu 1                 | 50                 |                            | 2020      | 10/2020   | 11°28′32″B 106°15′37″Đ / 11,47543°B 106,2603°Đ       | xã Tân Thành huyện Tân Châu                                 | Tây Ninh         |
| Trí Việt 1                 | 30                 |                            | 2018      | 7/2019    | 11°31′02″B 106°13′18″Đ / 11,51712°B 106,22165°Đ      | xã Suối Dây huyện Tân Châu                                  | Tây Ninh         |
| TTC An Hòa 1&2             | 118.8              | 184                        | 5/2018    | 6/2019    | 11°01′43″B 106°16′53″Đ / 11,02861°B 106,28139°Đ      | xã An Hòa huyện Trảng Bàng                                  | Tây Ninh         |
| BCG Băng Dương             | 40.6               | 60                         | 7/2018    | 6/2019    | 10°36′55″B 106°10′14″Đ / 10,6154°B 106,17061°Đ       | xã Thạnh An huyện Thạnh Hóa                                 | Long An          |
| Europlast Long An          | 50                 |                            | 6/2018    | 6/2019    | 10°56′25″B 106°14′14″Đ / 10,94038°B 106,23726°Đ      | xã Mỹ Thạnh Bắc huyện Đức Huệ                               | Long An          |
| Solar Park 1               | 50                 |                            | 2/2019    | 9/2019    | 10°46′56″B 106°18′49″Đ / 10,78228°B 106,31354°Đ      | xã Bình Hoà Nam huyện Đức Huệ                               | Long An          |
| Solar Park 2               | 50                 |                            | 2/2019    | 6/2019    |                                                      | xã Bình Hoà Nam huyện Đức Huệ                               | Long An          |
| Solar Park 3               | 50                 |                            | 2019      | 7/2020    |                                                      | xã Bình Hoà Nam huyện Đức Huệ                               | Long An          |
| Solar Park 4               | 50                 |                            | 2019      | 8/2020    |                                                      | xã Bình Hoà Nam huyện Đức Huệ                               | Long An          |
| TTC Đức Huệ 1              | 49                 |                            | 8/2018    | 5/2019    | 10°56′46″B 106°14′43″Đ / 10,94624°B 106,24537°Đ      | xã Mỹ Thạnh Bắc huyện Đức Huệ                               | Long An          |
| TTC Đức Huệ 2              | 49                 |                            | 5/2019    | 2020      | 10°54′53″B 106°15′39″Đ / 10,91468°B 106,26084°Đ      | xã Mỹ Thạnh Bắc huyện Đức Huệ                               | Long An          |
| Đá Bạc 1                   | 48                 | 95,97                      | 6/2018    | 2019      | 10°35′10″B 107°16′53″Đ / 10,5861°B 107,28151°Đ       | xã Đá Bạc huyện Châu Đức                                    | Bà Rịa Vũng Tàu  |
| Đá Bạc 2                   | 48                 |                            | 6/2018    | 2019      |                                                      | xã Đá Bạc huyện Châu Đức                                    | Bà Rịa Vũng Tàu  |
| Đá Bạc 3                   | 42                 |                            | 10/2018   | 2019      |                                                      | xã Đá Bạc huyện Châu Đức                                    | Bà Rịa Vũng Tàu  |
| Đá Bạc 4                   | 42                 |                            | 10/2018   | 2019      |                                                      | xã Đá Bạc huyện Châu Đức                                    | Bà Rịa Vũng Tàu  |
| Hồ Gia Hoét 1              | 35                 |                            | 11/2019   | 8/2020    | 10°42′07″B 107°17′20″Đ / 10,70183°B 107,28892°Đ      | xã Quảng Thành huyện Châu Đức                               | Bà Rịa Vũng Tàu  |
| Hồ Tầm Bó                  | 35                 |                            | 11/2019   | 8/2020    | 10°41′57″B 107°15′58″Đ / 10,69919°B 107,26618°Đ      | xã Quảng Thành huyện Châu Đức                               | Bà Rịa Vũng Tàu  |
| KCN Châu Đức               | 70                 |                            | 7/2018    | 2019      | 10°34′45″B 107°10′53″Đ / 10,57919°B 107,18127°Đ      | KCN Châu Đức huyện Châu Đức                                 | Bà Rịa Vũng Tàu  |
| Bình Hòa                   | 10                 |                            | 3/2018    | 6/2019    | 10°27′25″B 105°20′28″Đ / 10,45697°B 105,34115°Đ      | KCN Bình Hòa, huyện Châu Thành                              | An Giang         |
| Sao Mai Solar PV1          | 210                | 302                        | 6/2018    | 7/2019    | 10°28′34″B 105°00′38″Đ / 10,47612°B 105,01042°Đ      | xã An Hảo huyện Tịnh Biên                                   | An Giang         |
| Văn Giáo 1                 | 50                 | 69                         | 8/2018    | 6/2019    | 10°28′12″B 105°00′47″Đ / 10,46995°B 105,01314°Đ      | xã An Cư huyện Tịnh Biên                                    | An Giang         |
| Văn Giáo 2                 | 50                 | 69                         | 8/2018    | 6/2019    | 10°28′12″B 105°00′47″Đ / 10,46995°B 105,01314°Đ      | xã An Cư huyện Tịnh Biên                                    | An Giang         |
| VNECO                      | 50                 |                            |           | 12/2020   |                                                      | xã Trung Nghĩa, huyện Vũng Liêm                             | Vĩnh Long        |
| Hậu Giang                  | 29                 |                            | 6/2020    | 12/2020   | 9°45′34″B 105°37′07″Đ / 9,75956°B 105,6187°Đ         | xã Hòa An, huyện Phụng Hiệp                                 | Hậu Giang        |
| Trung Nam Trà Vinh         | 165                | 250                        | 1/2019    | 12/2019   | 9°35′56″B 106°31′33″Đ / 9,59876°B 106,52573°Đ        | xã Dân Thành huyện Duyên Hải                                | Trà Vinh         |
| Cà Mau                     | 50                 | 73,9                       | 2018      | 6/2019    | 8°36′41″B 105°00′55″Đ / 8,61143°B 105,01517°Đ        | thị trấn Rạch Gốc huyện Ngọc Hiển                           | Cà Mau           |